# Almirante Tamandaré do Sul
Almirante Tamandaré do Sul är en kommun i Brasilien.   Den ligger i delstaten Rio Grande do Sul, i den södra delen av landet, 1 500 km söder om huvudstaden Brasília. Antalet invånare är 2 062.
Trakten runt Almirante Tamandaré do Sul består till största delen av jordbruksmark. Runt Almirante Tamandaré do Sul är det ganska tätbefolkat, med 155 invånare per kvadratkilometer.